# SK Jedinstvo Beograd
SK Jedinstvo (srpski: CК Јединство) je bivši sportski klub iz Srbije, iz Beograda. 
Godine 1925. imalo je hazenašku, lakoatletsku i nogometnu sekciju.

## O klubu
Sportski klub Jedinstvo osnovan je 1924. godine spajanjem beogradskih klubova Vardar i Konkordija koji su se do te godine natjecali u BLP-u. Boja dresa je zelena. Jedinstvo je otvorilo svoje novo igralište 1925. godine. Novo igralište Jedinstvo otvoreno je 5. rujna 1933. godine, nalazi se preko puta Prometne banke, do kojeg se dolazi tramvajem br. 9. iz Narodnog pozorišta. Već u zimu 1928. godine njihovo je igralište bilo srušeno. Jedinstvo je prvi uveo pansion u zemlji 1937. Klupske boje 1932. bile su zelena i bijela, klupska adresa Kneza Miletina 115, a pod godinu osnutka navedena je 1919.
Predsjednik: 1924. Zarija Marković.

Konkordija 1923.: Mihajlović, Frajdenfeld, Milojević, Pijade, Tomašević, Stevčić, Đorđević, Spasić 1, Spasojević, Spasić 2, Todorović.

Vardar 1923.: Adašević, Đurđević, Stakić, Jocić (Nedeljković), Milutinović (Joksić 3), Ivković, Petrović 2 (Bandić), Joksić 1 (Bartoš), Pešić, Atanacković, Petrović 1 (Bogojević).
Igrači 1929.: Udovičić, Brljić, Kesić, Niketić, Mihailović, Popović, Milenković, Martinović, Živković, Lazarević.

Igrači 1938.: Novak, Vukčević, M. Popović, Petković, Lončarević, Mijović, Mastela, Aranđelović, Pajović, Sekulić, Pašanski.

Igrači 1939.: Novak (Udovičić), Vujović (Brljić), Spajić (Niketić), Kuzmanov, Stevović (Jovanović), Difran (Stojanović), Tirnanić, Aranđelović, Vukčević (Bandić), Živković, Mastela.

Igrači 1940.: Knežević (Vuksan), Golubović (Spajić), Kukić (Vujović), Difranko, Kuzmanović, Stojanović (Stevović), Mitrović (Tirnanić), Aranđelović, Živković (Vukčević), Sarić (Sekulić), Babić.